# 新建镇 (宜兴市)
新建镇，是中华人民共和国江苏省无锡市宜兴市下辖的一个乡镇级行政单位。

## 行政区划
新建镇下辖以下地区：
兴建社区、新建村、南塘村、臧林村、闸上村、留住村和路庄村。